# Marguerite Lachaise
Pour les articles homonymes, voir Lachaise (homonymie).
Marguerite Prévost, dite Marguerite Lachaise (née Marguerite Guinder le 24 décembre 1832 à Salins-les-Bains (France) et morte le 1er mars 1888 à Paris), est une cantinière, confectionneuse pour dames et communarde, déportée en Guyane.

## Biographie
Marguerite Lachaise est cantinière et la compagne de Toussaint Auguste Lachaise, un communard. Elle est arrêtée le 28 juin 1871. Elle est acquittée le 9 janvier 1872 lors du procès de l'archevêque Darboy mais est condamnée à mort le 19 juin de la même année pour l'exécution du communard Charles de Beaufort, fusillé à tort pour trahison. Elle voit sa peine commuée le 14 septembre 1872 en travaux forcés à perpétuité. Déportée aux Îles du Salut en Guyane, elle est amnistiée et rentre en métropole. 